# Друз Јулије Цезар
Нерон Клаудије Друз, касније познат као Друз Јулије Цезар (Друз Млађи) (7. октобар 13. п. н. е. — 14. септембар 23. н. е.) је био једини син римског цара Тиберија, римски војсковођа и конзул.

## Биографија
Рођен је 7. октобра 13. године п. н. е. као Нерон Клаудије Друз. Име је добио по своме стрицу, млађем брату Тиберија, Друзу Старијем. Као син Випсаније Агрипине, Тиберијеве прве жене, Друз Млађи био је унук познатог римског војсковође Марка Випсаније Агрипе.
Рођен је и одрастао је у Риму. Након Августове смрти и доласка Тиберија на власт, нови цар приморан је да усвоји Германика и прогласи га својим наследником. Тако је Друз остао без престола. Године 14. н. е. био је намесник у Панонији, а следеће године конзул. Успео је да се избори са устаницима у Панонији. Од 17. до 20. године био је гувернер Илирика. Друз је оженио Ливилу, сестру Германика и Клаудија, каснијег цара. Ливила је, наводно, била у вези са преторијанским префектом Сејаном који је био Друзов непријатељ. Према Тациту, Светонију и Касију Диону, Ливила и Сејан су сковали заверу и отровали Друза 23. године н. е.